# El Castillo (Colombia)
El Castillo è un comune della Colombia facente parte del dipartimento di Meta.
Il centro abitato venne fondato da Juan de Dios Moreno, Francisco Urrea Aguirre, Luis Maria Cardenas, Federico Ortiz, Alicia Matilde Pineda, Laura Rosa Duque de Urrea e Edelmira Loaiza nel 1954, mentre l'istituzione del comune è del 19 febbraio 1976.